# Jana Dufková
Jana Dufková (* 4. Januar 1979 in Přílepy) ist eine frühere tschechische Biathletin.
Jana Dufková lebt und trainiert in Bystřice pod Hostýnem. 1994 begann sie mit dem Biathlonsport und trat für SKP Jablonex Jablonec nad Nisou an. Ihre ersten internationalen Rennen bestritt sie 1998 bei den Junioren-Weltmeisterschaften in Jericho, wo sie 33. im Einzel und Elfte im Sprint wurde. Ein Jahr später nahm die Tschechin in Pokljuka nochmals an einer Junioren-Weltmeisterschaft teil. Mit einem sechsten Rang im Einzel, Platz elf im Sprint und Rang 13 in der Verfolgung erreichte sie durchweg gute Resultate. Zudem wurde sie mit der tschechischen Staffel Siebte. Nach der Junioren-WM nahm sie in Jablonec nad Nisou an ihren ersten Rennen im Biathlon-Europacup der Frauen teil. Dabei gewann sie mit dem Verfolgungsrennen ihr erstes Europacup-Rennen, nachdem sie beim Sprint noch Fünfte war. Zum Auftakt der Saison 2000/2001 lief Dufková in Hochfilzen bei ihren ersten Rennen im Biathlon-Weltcup. Als 28. in ihrem ersten Einzel gewann sie ihre ersten und einzigen Punkte im Weltcup. Höhepunkt der Saison waren die Biathlon-Europameisterschaften 2001 in der Haute-Maurienne, bei denen die Tschechin 15. des Einzels wurde, 24. des Sprints, 29. der Verfolgung und mit Lenka Faltusová, Lucie Janoušková und Radka Doskocilová Siebte im Staffelrennen. Nach der Saison beendete sie ihre Karriere.

## Bilanz im Biathlon-Weltcup
Die Tabelle zeigt alle Platzierungen (je nach Austragungsjahr einschließlich Olympische Spiele und Weltmeisterschaften).
- 1.–3. Platz: Anzahl der Podiumsplatzierungen
- Top 10: Anzahl der Platzierungen unter den ersten zehn (einschließlich Podium)
- Punkteränge: Anzahl der Platzierungen innerhalb der Punkteränge (einschließlich Podium und Top 10)
- Starts: Anzahl gelaufener Rennen in der jeweiligen Disziplin

| Platzierung | Einzel | Sprint | Verfolgung | Massenstart | Team | Staffel | Gesamt |
| ----------- | ------ | ------ | ---------- | ----------- | ---- | ------- | ------ |
| 1. Platz    |        |        |            |             |      |         |        |
| 2. Platz    |        |        |            |             |      |         |        |
| 3. Platz    |        |        |            |             |      |         |        |
| Top 10      |        |        |            |             |      | 2       | 2      |
| Punkteränge | 1      |        |            |             |      | 3       | 4      |
| Starts      | 1      | 4      |            |             |      | 3       | 8      |